# Lighthouse Wien
Lighthouse Wien is een huisvestingsproject in Wenen voor drugsgebruikende daklozen die verslaafd zijn en meerdere ziekten hebben, zoals hiv, hepatitis en/of psychische aandoeningenen. De woning biedt permanent woonruimte aan 45 bewoners. Het is het enige huisvestingsproject in Oostenrijk dat specifiek inspeelt op de behoeften van mensen met hiv en aids. Het is gelegen aan de Dampfschiffstraße 8 in het 3e district van Wenen, Landstraße. Het project vraagt geen subsidie aan.

## Geschiedenis
Het project van een woongemeenschap genaamd Lighthouse voor mensen die lijden aan hiv/aids en zorg nodig hebben, is gebaseerd op een idee van Bernhard Durst uit de jaren negentig, dat ondersteund werd door quizmaster Günter Tolar, de Weense aidspastor P. Clemens Kriz OSsT en een commissie van beroemdheden. Naar het model van de Lighthouse-projecten in Hamburg, Bazel en Zürich zou ook in Wenen een woongebouw voor hiv-positieven moeten worden gebouwd. Bernhard Durst stierf in maart 1995 aan de gevolgen van hiv en maakte de realisatie niet meer mee.
In maart 2000 werd de eerste woongemeenschap aan de Löwengasse geopend en in mei 2001 werd het huis aan de Dampfschiffstraße 8 overgenomen. Het project heette toen Dach überm Kopf (Dak boven het hoofd). In 2001 werd Hofmann & Kryspin GmbH opgericht, een servicefaciliteit voor het project, en in 2003 Lighthouse - vereniging voor mensen in nood. Het huis, dat dringend aan renovatie toe was, werd volledig gerenoveerd, kreeg nieuwe ramen en nieuwe stootborden en al het sanitair werd vernieuwd. Ook de gevel is vernieuwd. In het hoofdgebouw zijn negen appartementen en 32 eenpersoonskamers gerealiseerd met in totaal 45 woonruimtes. Daarnaast waren er wooneenheden in externe woongemeenschappen.
In 2018 werd het Lighthouse op het Plattform Drogentherapien vermeld als een therapiefaciliteit voor drugsverslaving, opiaatverslaving, drugscounseling, substitutie- en ontwenningstherapie.

## Vereniging
Eigenaar van Lighthouse Wien is de Vereniging voor mensen in nood. De vereniging is opgericht in 2003 en wordt voorgezeten door een vrijwillig bestuur van drie leden. De eerste voorzitter was Friederike Baca, gevolgd door voorzitters Andreas Hofmann (2005-2008) en Herbert Rausch (2008-2019). Directeur van de vereniging sinds de oprichting is psychotherapeut Christian Michelides. Hij leidt een multiprofessioneel team dat bestaat uit drugscounselors, levenscoaches en psychotherapeuten, een bemiddelaar, een huisarts, een maatschappelijk werker en een verpleegkundige, evenals werkers en schoonmakers, ambtenaren en stagiaires.
Lighthouse werkt samen met de apotheek Feldmarschall Radetzky, met de hiv-afdelingen in het Kliniek Penzing en in het Weense Algemene Ziekenhuis, evenals met de thuiszorgvereniging Diversity Care Wien. Lighthouse nam met twee vertegenwoordigers deel aan de XIII International AIDS Conference 2000 in Durban.
Het project is in 2003 door het Oostenrijkse ministerie van Volksgezondheid erkend als opleidingsinstituut voor psychotherapeuten. Lighthouse Wien hielp bij het formuleren van de zorgen van de gemeenschap ter gelegenheid van de XVIII International AIDS Conference 2010 in Wenen. De vereniging stelde de volgende eisen: gratis toegang tot hiv-medicatie voor alle geïnfecteerden, omruilen van spuiten, doorlopende ziektekostenverzekering, psychotherapie bij ziekte en een dak boven het hoofd.

## Erkenning
- Finalist van de World Habitat Award, 2006